# Кампобелло-ді-Мацара
Кампобелло-ді-Мацара (італ. Campobello di Mazara, сиц. Campubbeddu) — муніципалітет в Італії, у регіоні Сицилія,  провінція Трапані.
Кампобелло-ді-Мацара розташоване на відстані близько 480 км на південь від Рима, 80 км на південний захід від Палермо, 50 км на південний схід від Трапані.
Населення — 11 952 особи (2014).
Щорічний фестиваль відбувається 15 червня. Покровитель — святий Віт.

## Демографія
Населення за роками:

Станом на 1 січня 2023 року в муніципалітеті офіційно проживали 1282 іноземці з 40 країн, серед них 142 громадяни країн Євросоюзу та 2 громадяни України.

## Сусідні муніципалітети
- Кастельветрано
- Мацара-дель-Валло